# Pusalar
Pusalar, también transliterado como Pūcalār, Pusala o Poosalar es un santo nayanar del siglo VIII, venerado en la secta hindú del Shaivismo. Generalmente se le cuenta como el quincuagésimoctavo en la lista de 63 Nayanars. Su hagiografía habla de cómo creó un gran templo para Shiva en su mente y de cómo su dios patrón Shiva prefirió asistir a la consagración de su templo mental, en lugar de un gran templo creado por un rey Pallava.

## Vida
El relato principal de la vida de Pusalar proviene de la Periya Puranam tamil de Sekkizhar, del siglo XII, que es una hagiografía de los 63 nayanars. Pusalar era un brahmán, la casta sacerdotal. Vivía en Thiruninravur o Tiru Ninravur/ Ninravur, actualmente un barrio en la ciudad de Chennai. En los tiempos de Pusalar, Thiruninravur era parte de Tondai Nadu (Thondai Mandalam), que forma parte del reino Pallava. Podría haber sido un sacerdote del templo.
Pusalar era un Shaiva, un devoto del dios Shiva. Quería crear un gran templo para Shiva, pero no tenía dinero para hacerlo. Por lo tanto, Pusalar decidió construir un templo a Shiva en su mente, con su imaginación. Siguió los rituales de la construcción de templos, santificó el terreno y colocó la primera piedra del templo de su mente en un día propicio. Con el paso del tiempo, completó su templo mental y seleccionó un día santo para la ceremonia de Kumbhabhishekam, cuando el templo es consagrado y la imagen de Dios instalada en el Garbhagriha  o sanctum sanctorum.
El rey Kadavarkon de Pallava acababa de terminar un gran templo de Shiva en la capital Kanchipuram y seleccionó el mismo día para la consagración de su templo. Shiva apareció en el sueño del rey y le instruyó que pospusiera la fecha de la consagración ya que viajaría a Thiruninravur para la consagración del templo de su devoto Pusalar el mismo día. El rey pospuso la fecha según el decreto divino y se apresuró a ver el magnífico templo de Pusalar, que Siva privilegió sobre el suyo propio. Sin embargo, al llegar a Thiruninravur, el rey no pudo encontrar ningún templo de piedra visible en la ciudad y se quedó perplejo. Llegó a la casa de Pusalar  le informó sobre su sueño. El santo reveló que el templo existía en su corazón. El rey quedó asombrado por la devoción de Pusalar y se inclinó ante él y lo adoró. Pusalar consagró el templo el día de su ordenación y continuó su adoración hasta su muerte, cuando se dice que llegó a Kailash, la morada de Shiva.

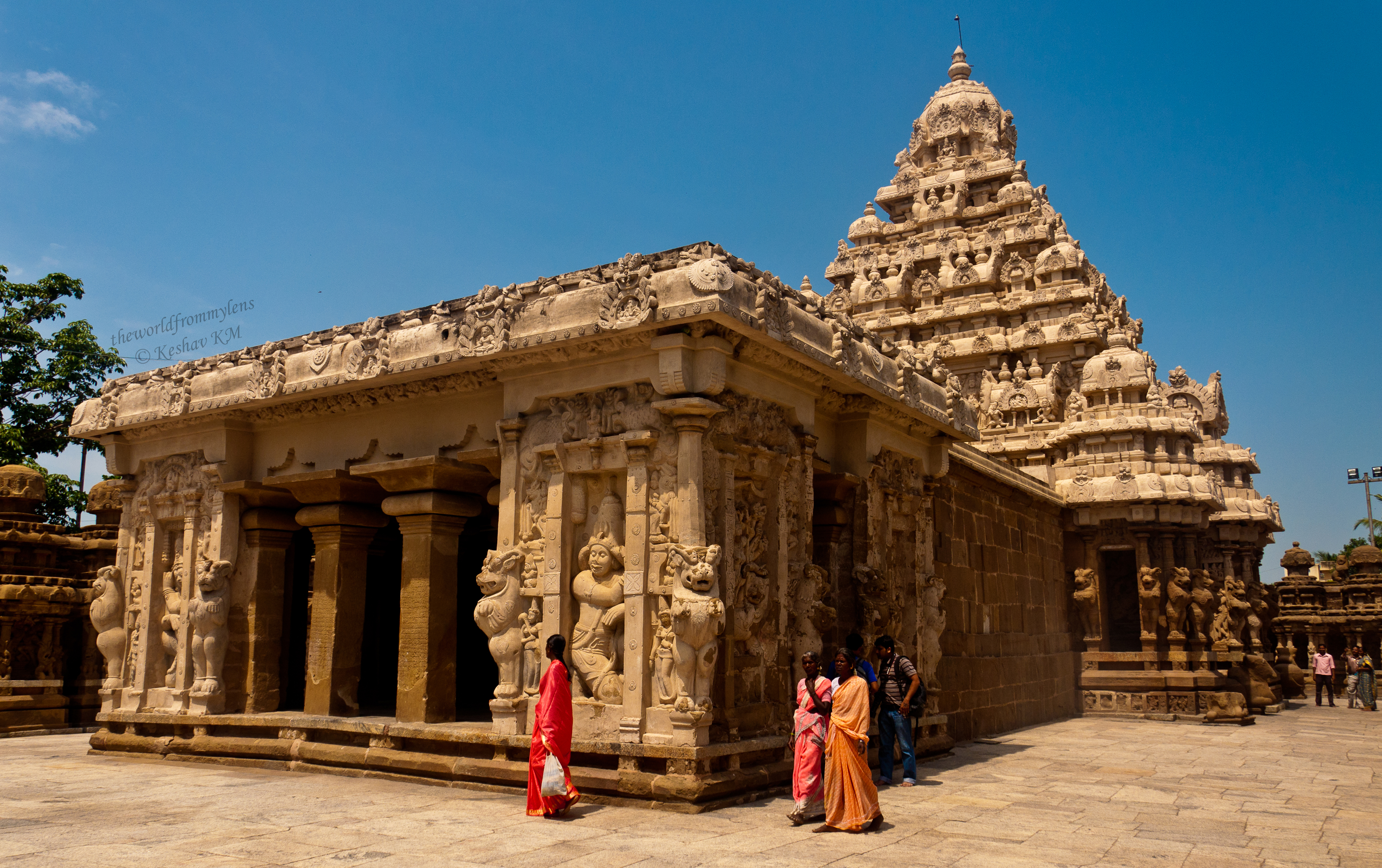
Las inscripciones en el Templo Kailasanathar de Kanchipuram se utilizaron hasta el

Pusalar es considerada una figura histórica. El rey Kadavarkon de Pallava de la cuenta de Periya Puranam se identifica como el rey Rajasimha, también conocido como Narasimhavarman II, que reinó entre 700 y 728 d. C. El templo del rey se identifica como el templo de Kailasanathar, que es considerado como el templo más grande de Rajasimha y funcionaba como el santuario personal del rey. Una inscripción con 12 versos sánscritos en las paredes exteriores del templo de Kailasanathar ayuda a la identificación. El séptimo versículo habla de una voz celestial sin cuerpo que Rajasimha escuchó. Esta voz está asociada con la voz de Shiva en el cuento de Pusalar. Así, Pusalar puede ser desde principios del siglo VIII y contemporáneo de Sundararar. El Periya Puranam depende de estas inscripciones en el templo de Kailasanathar para contar la historia de Pusalar.
El relato de Pusalar, llamado Pusala Nayanaru en el relato, también se recuerda en el libro en Telugu Basava Purana de Palkuriki Somanatha del siglo XIII en breve y con cierta variación. El rey se llama Vikrama Choda, un rey Chola que reinó entre 1118-1135 CE, en lugar del Pallava en la versión tamil. Creó un gran templo de oro. Pusala Nayanaru creó un templo similar en su mente y obtuvo la gracia de Shiva.

## Recuerdos

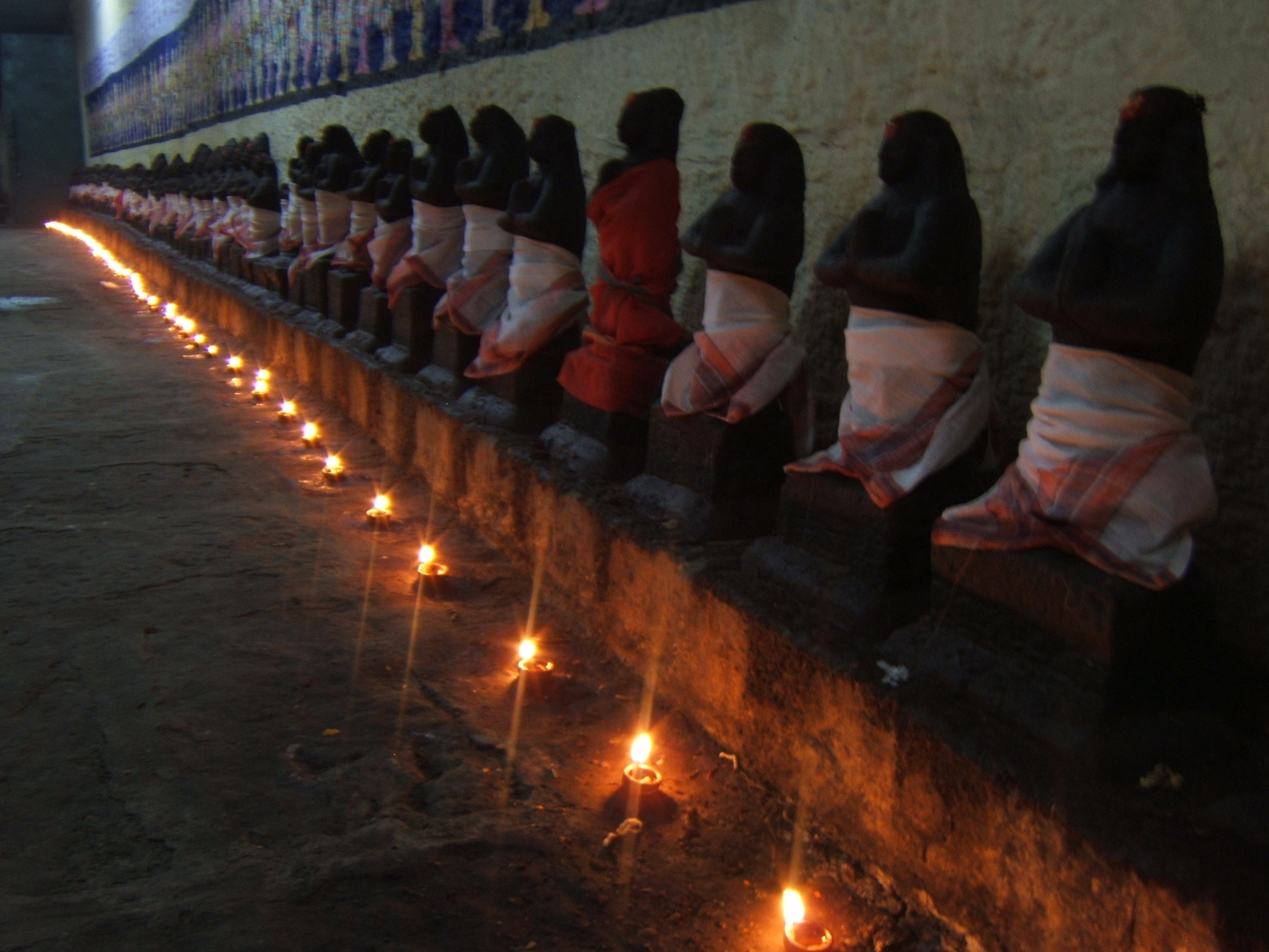
Las imágenes de los Nayanars se encuentran en muchos templos de Shiva en Tamil Nadu

Pusalar está representado con la cabeza rapada y las manos dobladas. El día 28 del mes tamil de Aippasi, que generalmente coincide con el 13 de noviembre, se celebra un día santo en su honor, en el que se le rinde culto colectivo como parte de los 63 nayanars. Sus íconos y breves relatos de sus hazañas se encuentran en muchos templos de Shiva en Tamil Nadu. Sus imágenes se sacan en procesión en los festivales.
El Templo de Hridayaleeswarar, dedicado a Shiva como Hrudayaleeswarar, Señor en el corazón de los devotos, fue construido en Thiruninravur por los Pallavas en honor a Pusalar. Pusalar es adorado con Shiva en el santuario del templo. Según la tradición, este templo fue creado por el rey Pallava a partir del cuento de Pusalar para cumplir el deseo de Pusalar de construir un gran templo para Shiva. Desde que Pusalar construyó originalmente el templo en su corazón, los pacientes de enfermedades cardíacas así como los cardiólogos adoran en este templo para curar las enfermedades cardíacas.